# Liste der Naturdenkmale in Schmitshausen
Die Liste der Naturdenkmale in Schmitshausen nennt die im Gemeindegebiet von Schmitshausen ausgewiesenen Naturdenkmale (Stand 23. Mai 2024).

## Ehemalige Naturdenkmale
| Nr. | Bezeichnung        | Lage                    | Beschreibung                               | Bild                                    |
| --- | ------------------ | ----------------------- | ------------------------------------------ | --------------------------------------- |
|     | Europäische Lärche | Pirmasenser Straße Lage | Larix decidua; Rechtsverordnung aufgehoben | Direkt Bild zu diesem Denkmal hochladen |